# Hermann Schmiechen

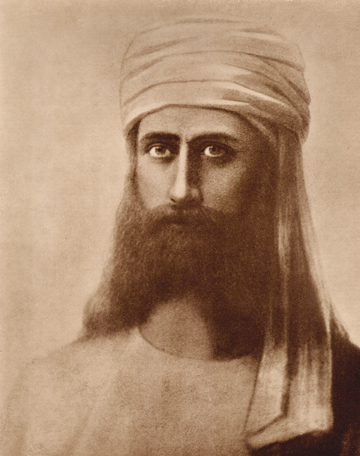
Portret van Meester Morya, 1884

Hermann Schmiechen (Neumarkt, 22 juli 1855 - Berlijn, 1925) was een Duitse kunstschilder en portrettist. Hij schilderde onder meer portretten van Blavatsky en haar Meesters Morya en Koot Hoomi.
Hermann Schmiechen ging in 1872 naar Breslau om aan de koninklijke Kunst-und Gewerbe-Akademie te studeren en werd er leerling van Albrecht Bräuer (1830-1897). Een jaar later volgde hij les aan de Düsseldorfer Malerschule en werd leerling van Karl Müller en Eduard von Gebhardt. In 1876 studeerde hij aan de Académie Julian in Parijs.
In 1883 werd hij op voorspraak van de schilder August Becker door koningin Victoria uitgenodigd naar het Kensington Palace te komen om er portretten te schilderen van de Engelse aristocratie. In de jaren 1884-1895 volgden tentoonstelling in het Rijksmuseum Amsterdam, de Royal Academy of Arts in Londen, in Liverpool en Manchester.
In april 1883 huwde hij in Düsseldorf met Antonia Gebhard (geboren 1862). Schmiechen schilderde van 19 juni tot 9 juli 1884 onder leiding van Helena Blavatsky portretten van de Meesters (Mahatma's) Morya en Koot Hoomi. Ook Patience Sinnett, de echtgenote van Alfred Percy Sinnett, Laura C. Holloway-Langford, Mohini Mohan Chatterji en andere leden van de Theosophical Society verzamelden zich in die tijd vaak in zijn atelier in Londen.
In de herfst van 1884 schilderde Schmiechen in het huis van consul Gustav Gebhard en zijn vrouw Mary in Elberfeld, waar de Theosophische Societät Germania werd opgericht, zowel een portret van Blavatsky als van gastvrouw Mary Gebhard.
In 1885 schilderde Schmiechen in Londen Blavatsky's tweede portret.
Schmiechen schilderde op zijn reizen door Griekenland en Frankrijk diverse landschappen. Van 1901 tot aan zijn overlijden woonde hij in Berlijn.

## Werken

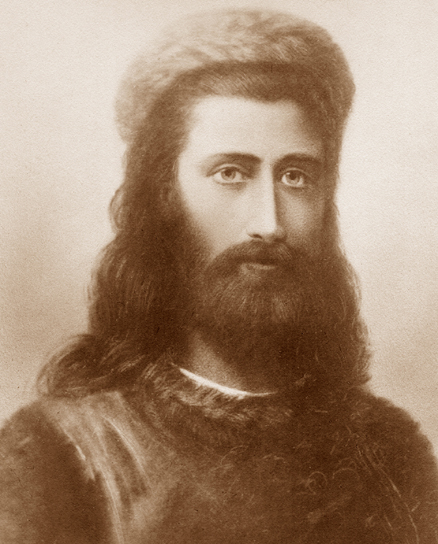
Portret van Meester Koot Hoomi, 1884
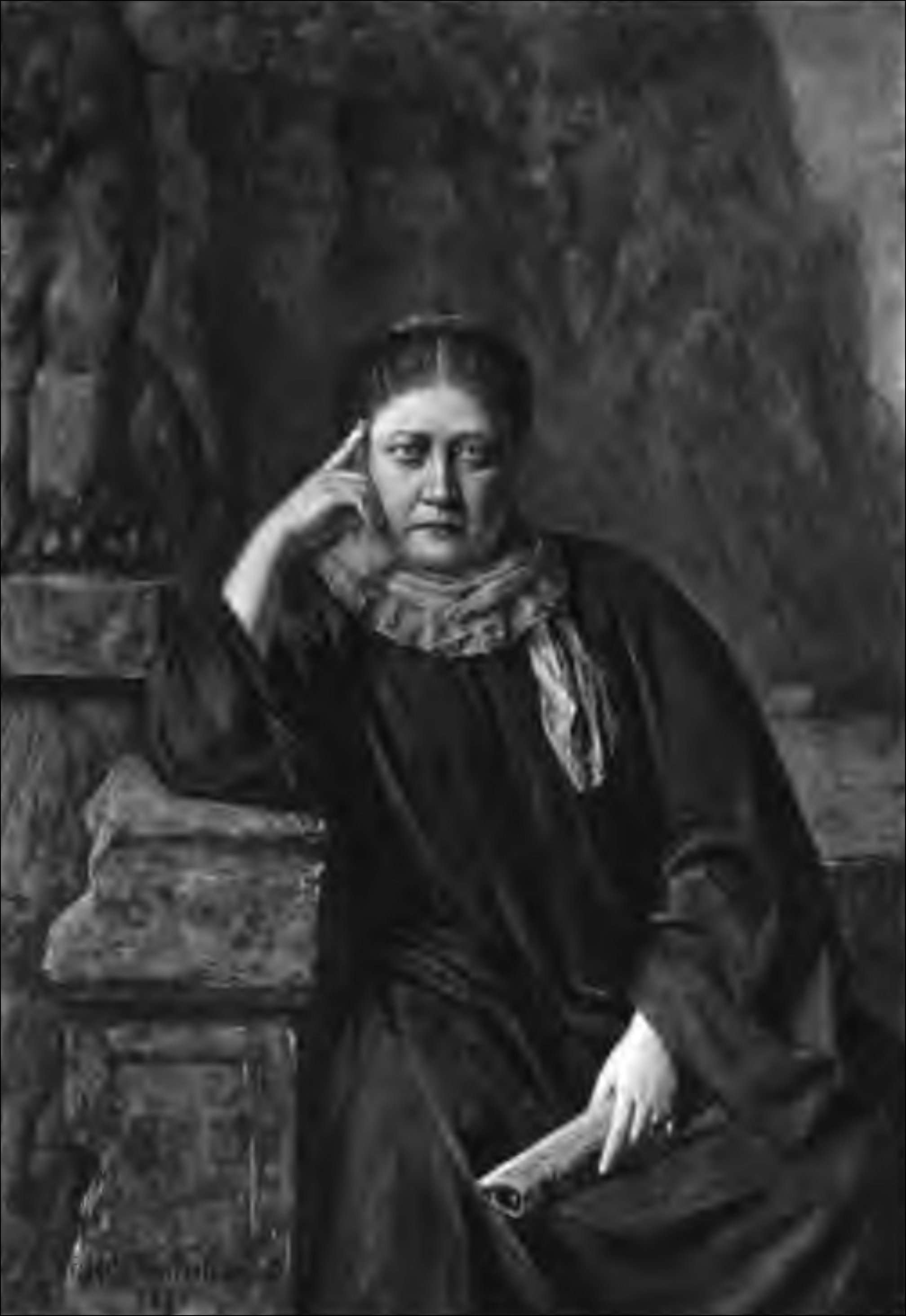
Portret van Helena Blavatsky, 1884
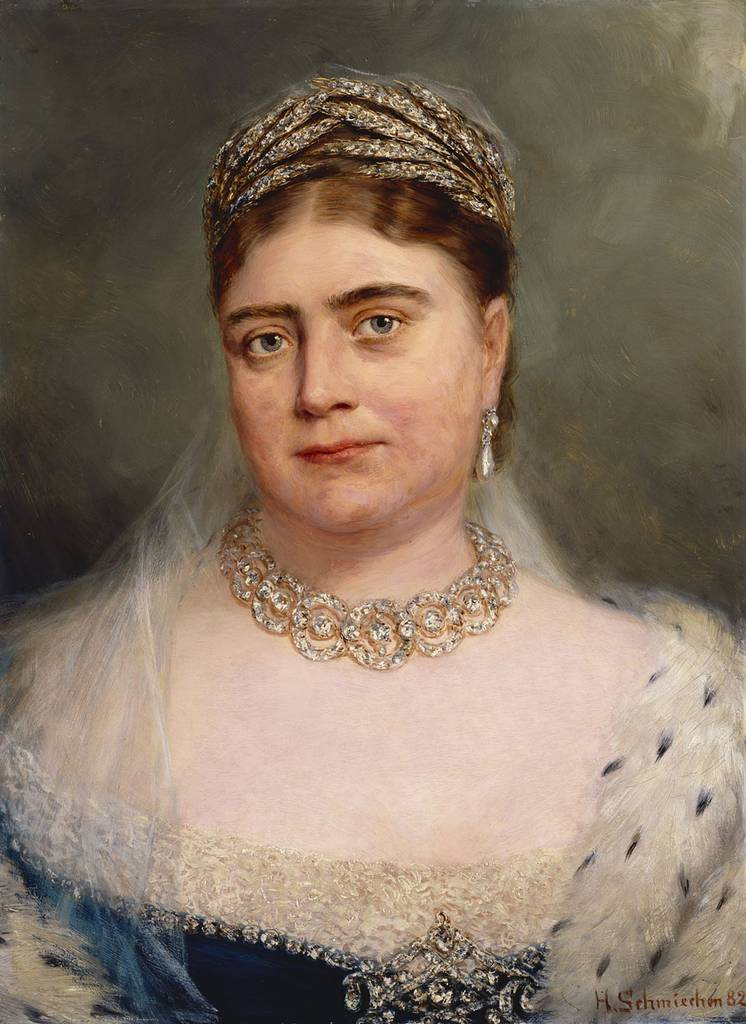
Portret van prinses Mary Adelaide, hertogin van Teck (1833-1897), olieverfschilderij, 1882

- Gemeinsame Normdatei: 1171013329
- RKD-Nederlands Instituut voor Kunstgeschiedenis: 70718
- Union List of Artist Names: 500084699
- Virtual International Authority File: 96292187